# Съливан (окръг, Индиана)
Окръг Съливан (на английски: Sullivan County) е окръг в щата Индиана, Съединени американски щати. Площта му е 1176 km², а населението е 20 817 души (1 април 2020). Административен център е град Съливан.